# Ramelau (Manleuana)
Ramelau ist eine osttimoresische Aldeia im Suco Manleuana (Verwaltungsamt Dom Aleixo, Gemeinde Dili). 2015 lebten in der Aldeia 661 Menschen.
Die Aldeia ist nach dem höchsten Berg Osttimors und seinem Gebirgszug benannt, dem Ramelau.

## Geographie
Ramelau liegt im Norden des Sucos Manleuana. Nordwestlich liegt die Aldeia Badiac, nördlich der Avenida de Manleuana die Aldeia Mane Mesac, östlich des Travessa de Moris Dame die Aldeia Manleu-Ana und südlich die Aldeia Lau-Lora.